# 261ª Squadriglia
La 261ª Squadriglia fu un reparto attivo nel Servizio Aeronautico della Regia Marina nel corso della prima guerra mondiale.

## Storia

### Prima guerra mondiale
L'unità viene creata ai primi di dicembre 1917 all'Isola di Sant'Andrea (Venezia) comandata dal sottotenente di Vascello Giovambattista Bevilacqua che dispone di altri 4 piloti sugli idrocaccia Macchi M.5 ed il 31 dicembre Bevilacqua ha un incidente di volo ed il comando passa al Guardiamarina Luigi de Riseis.
All'inizio del 1918 il reparto dispone di 8 M.5 per 4 piloti ed il 14 marzo il comando passa al Tenente di Vascello Umberto Magaldi.
Il 1º maggio al rientro da una ricognizione su Trieste con 4 M.5 tra cui quello del Comandante Gruppo Idrocaccia Orazio Pierozzi che colpisce un aereo austriaco che ammara in emergenza a quasi 3 miglia da Grado (Italia).
Il 14 maggio 6 M.5 abbattono vicino a Pola due idro austriaci che stavano attaccando le unità navali italiane di appoggio all'attacco non andato a buon fine del Barchino saltatore Grillo.
Il 22 maggio il 2° Nocchiere Beniamino Piro della 260ª Squadriglia e Pierozzi abbattono un Phönix D.I ad Ovest di Rovigno.
Il 1º giugno il comando passa al S.Ten. di Vascello Domenico Arcidiacono che dispone di altri 8 piloti tra cui il 2° capo meccanico Giorgio Parodi per 11 M.5.
Il 2 luglio 4 Macchi in un combattimento con alcuni idro che volevano bombardare le torpediniere italiane abbattono un Lohner K vicino a Caorle nelle linee italiane.
Il 21 agosto scortano i SIA 9b della 1ª Squadriglia navale S.A. del Maggiore Gabriele D'Annunzio nel bombardamento di Pola ed il 17 settembre 7 M.5 hanno un combattimento vicino a Grado con tre idro tra cui quello dell'Asso dell'aviazione Gottfried von Banfield (che fugge) abbattendone uno che ammara in emergenza.
Il 3 novembre una sezione idro al comando di Pierozzi prende possesso degli hangar della Stazione del Porto di Trieste ed il 4 novembre dispone di 9 piloti, un idrocaccia Hanriot HD.2 e 10 M.5 dei quali nove operativi.

### Seconda guerra mondiale
Al 10 giugno 1940 era all'Aeroporto di Ghedi con un CANT Z.1007bis nel CVI Gruppo del Maggiore Angelo Manfredini del 47º Stormo Bombardamento Terrestre nella 1ª Squadra aerea. In questa data il reparto non era in condizioni operative in quanto era ancora in fase addestrativa. Verso la metà dell'agosto 1940 si trasferisce, nell'ambito dell'Assedio di Malta (1940-1942), con il 106º Gruppo ed il 47º Stormo all'Aeroporto di Trapani-Chinisia da dove il 29 agosto partecipa al bombardamento dell'aeroporto di Luqa della Royal Air Force (oggi Aeroporto Internazionale di Luqa).
Dal giugno 1941 era al comando del Capitano Athos Maestri nel 106º Gruppo del 47º Stormo Bombardamento Terrestre dell'Aeroporto di Taranto-Grottaglie, equipaggiata con i bombardieri CANT Z.1007 Alcione. Trasferitasi all'Aeroporto di Rodi-Marizza la squadriglia iniziò ad operare contro obiettivi aeronavali e terrestri inglesi. Durante una di questa missioni su Alessandria, effettuata nella notte tra il 31 luglio e il 1 agosto, l'aereo di Maestri, intercettato da caccia notturni Bristol Beaufighter del No. 46 Squadron, e fu gravemente colpito precipitando in mare.
Il 1º giugno 1943 confluisce nel Raggruppamento Bombardamento all'Aeroporto di Perugia con i resti del 106º Gruppo.
All'8 settembre 1943 era all'Aeroporto di Perugia nel 106º Gruppo del 47º Stormo della 3ª Squadra aerea con 2 CZ 1007 BIS.